# チラミン-N-メチルトランスフェラーゼ
チラミン-N-メチルトランスフェラーゼ (tyramine N-methyltransferase) は、次の化学反応を触媒する酵素である。
S-アデノシル-L-メチオニン + チラミン {\displaystyle \rightleftharpoons } S-アデノシル-L-ホモシステイン + N-メチルチラミン
したがって、この酵素の基質はS-アデノシル-L-メチオニンとチラミン、生成物はS-アデノシル-L-ホモシステインとN-メチルチラミンである。
この酵素は転移酵素、特に1炭素基メチルトランスフェラーゼに属する。系統名はS-adenosyl-L-methionine:tyramine N-methyltransferaseである。別名として、DIB O-methyltransferase (3,5-diiodo-4-hydroxy-benzoic acid), S-adenosyl-methionine:tyramine N-methyltransferase, および tyramine methylpheraseがある。この酵素はチロシン代謝を構成する。